# Lovescape
Lovescape è il diciannovesimo album discografico in studio del cantautore statunitense Neil Diamond, pubblicato nel 1991.
Rusty Anderson fra i musicisti.

## Tracce
1. If There Were No Dreams – 3:15 (Neil Diamond / Michel Legrand)
2. Mountains of Love – 4:53 (Neil Diamond / Tom Hensley / Alan Lindgren)
3. Don't Turn Around – 3:49 (Albert Hammond / Diane Warren)
4. Someone Who Believes in You – 4:14 (Neil Diamond)
5. When You Miss Your Love (arrangiamenti archi di David Campbell) – 4:40 (Larry E. Williams)
6. Fortune of the Night – 4:08 (Neil Diamond / Tom Hensley / Alan Lindgren)
7. One Hand, One Heart (arrangiamenti archi di David Campbell) – 3:02 (Leonard Bernstein /  Stephen Sondheim)
8. Hooked on the Memory of You (duetto con Kim Carnes) – 2:51 (Neil Diamond)
9. Wish Everything Was Alright – 3:52 (Neil Diamond / Hadley Hockensmith /  Doug Rhone)
10. The Way – 4:51 (Neil Diamond / Tom Hensley / Alan Lindgren)
11. Sweet L.A. Days – 4:12 (Neil Diamond /  Doug Rhone)
12. All I Really Need Is You – 4:21 (Neil Diamond / Tom Hensley / Alan Lindgren)
13. Lonely Lady #17 – 3:58 (Vince Charles / Neil Diamond / King Errisson)
14. I Feel You – 3:38 (Sam Cole / Tom Hensley)
15. Common Ground – 4:50 (Neil Diamond / Tom Hensley / Alan Lindgren)